# Wulmer
Wulmer ou Vulmer ou Wulmar ou Vulmar (en latin : Vulmarus), né en 620 dans le Boulonnais et mort le 20 juillet 697, est un prêtre, ermite, évangélisateur et fondateur de monastères. Reconnu saint par l'Église catholique, il est fêté le 20 juillet.

## Biographie

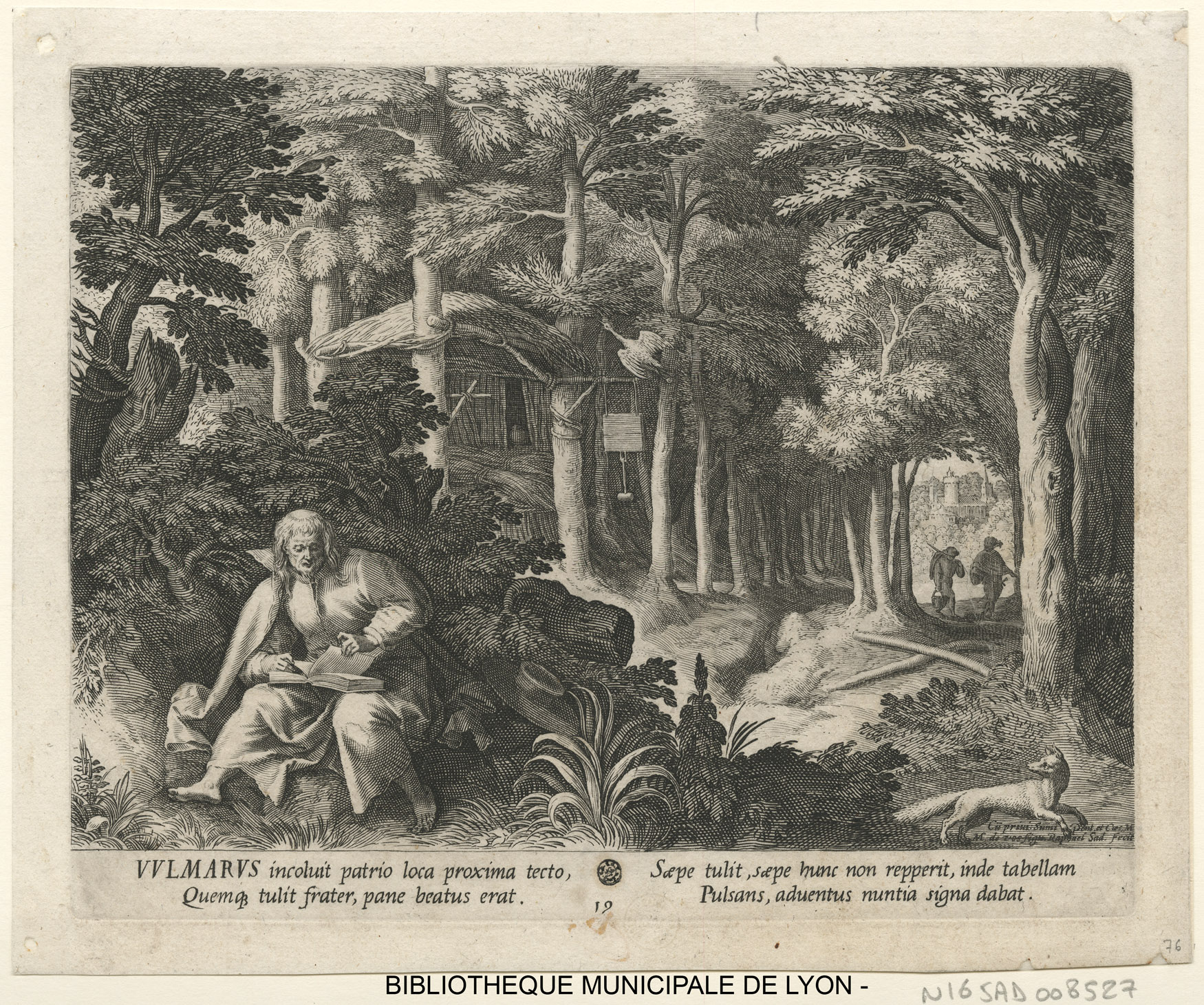
Saint Wulmer par Maarten de Vos, Bibliothèque municipale de Lyon.

Il est le fils de Walbert et Dude. Son frère se nomme Wamer.
Après la dissolution de son mariage en 642 par le roi Sigebert III, fils de Dagobert Ier, d'avec Osterhilda, épouse déjà promise à un autre selon les lois franques, il se retire au monastère d'Haumont comme domestique. Le père abbé, le voyant désireux d'apprendre, lui permit de se consacrer à l'étude. Il est ordonné prêtre par l'évêque de Cambrai Aubert,.
Il quitta le monastère pour vivre en ermite à Eecke, en Flandre, dans le creux d'un chêne, selon la légende, pour évangéliser la région.
Près de Boulogne-sur-Mer et de sa terre natale, la Morinie, il fonda d'abord un monastère de femmes à Wierre-au-Bois qu'il confia à sa nièce, Bertane ou Heremberthe. Puis il établit une abbaye à Samer, qui donna son nom actuel à la commune, qui n'est qu'une contraction de saint Wulmer.
Il y est mort le 20 juillet 697.

## Postérité
Arnoul Ier de Flandre fait transporter les reliques de saint Wulmer à Gand en 974.
Des églises dédiées à saint Wulmer sont présentes à Isques et Verlincthun.